# Hodgkins (krater)
Hodgkins är en nedslagskrater på planeten Merkurius, med en diameter på ungefär 19 kilometer.
2016 uppkallades kratern efter målaren Frances Mary Hodgkins.